# Diálage
Diálage é uma designação antiga usada para designar vários minerais distintos como piroxena, anfíbola e hiperstena.